# 山本太郎 (画家)
山本 太郎（やまもと たろう、1974年 - ）は、熊本県出身の画家。ニッポン画の提唱者。
秋田公立美術大学アーツ＆ルーツ専攻准教授(2013 - 2018)。
京都芸術大学芸術学部美術工芸学科准教授(2018 - 2022)。
京都美術工芸大学特任教授(2022 - )

## 略歴
1974年熊本県生まれ。
2000年京都造形芸術大学卒業。大学在学中の1999年に、神社仏閣とファーストフード店が至近距離で混在する京都にインスピレーションを受け、伝統と現代、異質な文化が同居する「ニッポン画」を提唱。
秋田公立美術大学が開学した2013年4月から2018年3月まで、秋田公立美術大学アーツ&ルーツ専攻准教授として在任。2018年4月から2022年まで京都芸術大学芸術学部美術工芸学科准教授。現在は京都美術工芸大学特任教授。
琳派継承者の一人である。

## ニッポン画
ニッポン画は、山本太郎が古典絵画を現代の視点で再構成した自身の作品について提唱した呼称。日本の古典絵画と現代の風俗が融合した絵画である。
京都造形芸術大学在学在学中より伝統日本画の技法や形を用いつつ、現代的な視点でユーモアとパロディを交えてアレンジした古典絵画を「ニッポン画」として山本が提唱していた。2007年にはVOCA賞を受賞したことで日本国内および日本国外からも注目を集めるようになった。

## 主な受賞歴
- 1999年 第四回昭和シェル石油現代美術賞入選
- 2000年 フィリップモリスアワード2000入選
- 2007年 VOCA賞
- 2012年 第5回東山魁夷記念 日経日本画大賞入選
- 2015年 京都府文化賞 奨励賞
- 2015年 京都市芸術 新人賞
- 2015年 第6回東山魁夷記念 日経日本画大賞入選
- 2018年 第7回東山魁夷記念 日経日本画大賞入選[4]

## 主な個展
- 1999年 「ニッポン画」複眼ギャラリー(大阪)
- 2001年 「天晴レ日本°」日下画廊(大阪)
- 2002年 「市中の庵–米村庵」複眼ギャラリー(大阪)
- 2003年 「両A面展–火鳥風月/動食彩絵」立体ギャラリー射手座(京都)
- 2003年 「ニッポン画大全」Pepper's Gallery(東京)
- 2003年 「平成美人画曼荼羅」美容室マンダラ(京都)
- 2004年 「住吉ニッポン画詣」ストリートギャラリー(神戸)
- 2004年 「涅槃？-NIRVANA?-」Pepper's Loft Gallery(東京)
- 2005年 「Who's clothes?-誰ケ袖-」立体ギャラリー射手座(京都)
- 2005年 「銀の波　金の星」銀の波箔座、箔座ひかり蔵(石川)
- 2006年 「ヒーロー来迎　HERO Ray GO!」ギャラリーレイ(愛知)
- 2006年 「日本°画屏風祭」立体ギャラリー射手座(京都) 他京都市内9会場
- 2006年 「水泡の恋～長谷雄草子より～」neutron(京都)
- 2007年 「ビューティフルニッポン」ストリートギャラリー(神戸)
- 2007年 「日々是日本°～ヒビコレニッポン～」Bunkamura Arts&Crafts(東京)
- 2008年 イムラアートギャラリー（京都）
- 2008年 「風刺花伝」新宿髙島屋(東京)／京都髙島屋
- 2008年 「山本太郎展」岡山髙島屋(岡山)
- 2009年 「山本太郎展 〜ニッポン画物見遊山〜」美術館「えき」 KYOTO(京都)
- 2010年 「山本太郎個展 古典 -the classics- 桜川／隅田川」中京大学アートギャラリーCスクエア(愛知)
- 2010年 「山本太郎個展 古典 -the classics– Tales」第一生命南ギャラリー(東京)
- 2010年 「ニッポン画 百画繚乱」しいのき迎賓館(石川)
- 2011年 「山本太郎展 古典 -the classics– チェリー」イムラアートギャラリー（京都）
- 2011年 「ニッポン！チャ！チャ！チャ！」新宿髙島屋(東京)
- 2012年 「JHQ」 イムラアートギャラリー（東京）
- 2012年 「Nippon Ga: Contemporary Visions of Classical Japanese Art」 ART ATRIUM（オーストラリア／シドニー）
- 2013年 「ニッポン画ことはじめ」鶴屋百貨店（熊本）
- 2013年 「24/24 -twenty four twenty fourth-」 イムラアートギャラリー京都、東京
- 2013年 「ニッポン画顔見世」 project room sasao（秋田）
- 2014年 「古画光臨—Coga Calling-」日本橋髙島屋(東京)
- 2015年 「古画光臨—Coga Calling-」新宿髙島屋(東京)
- 2015年 「古画光臨—Coga Calling-」横浜髙島屋(神奈川)
- 2015年 「古画光臨—Coga Calling-」大阪髙島屋(大阪)
- 2015年 「古画光臨—Coga Calling-」京都髙島屋(京都)
- 2015年 「古画光臨—Coga Calling-」鶴屋百貨店(熊本)
- 2015年 「古画光臨—Coga Calling-」米子髙島屋(東京)
- 2015年 「古画光臨—Coga Calling-」松坂屋名古屋店(愛知)
- 2015年 「平成琳派　山本太郎×芸艸堂」　イムラアートギャラリー京都
- 2017-18年「おもかげものがたり」島田美術館(熊本)
- 2019年「A-lab Exhibition Vol.15尼崎城プロジェクト関連企画『時代とあそぶ　たびする　つくる」あまらぶアートラボA-lab(兵庫)
- 2019年「太郎冠者と太郎画家 茂山千之丞襲名披露記念|装束披露」イムラアートギャラリー京都
- 2020年「 —令和琳派— 山本太郎　ニッポン画」大阪髙島屋(大阪)・新宿髙島屋(東京)・横浜髙島屋(神奈川)
- 2021年「日本゜画展『新・日本の美意識』」阪急うめだ本店1階(大阪)
- 2021年「推し世絵　〜ニッポン画×浮世絵プロジェクト〜」京都芸術大学芸術館(京都)
- 2022年「推し世絵-令和の役者絵-」京都髙島屋（京都)・日本橋髙島屋(東京)
- 2022年「たろうとニッポン画わたし話」つなぎ美術館(熊本)

## 主なグループ展
- 1993年 「1人展×5」画廊喫茶ブラウン(熊本)
- 1999年 「第四回昭和シェル石油現代美術賞展」目黒区美術館(東京)
- 2000年 「MIXED UP」複眼ギャラリー(大阪)
- 2000年 「フィリップモリスアートアワード2000」恵比寿ガーデンプレイス(東京)
- 2002年 「DISCOVERIES −GROUP1」フローレンスリンチギャラリー(アメリカ／ニューヨーク)
- 2004年 「京都府美術工芸新鋭選抜展 2004 -新しい波-」 京都府京都文化博物館(京都)
- 2004年 「小さな古い家のために」複眼ギャラリー(大阪)、大野邸(奈良)
- 2005年 「ニュートロンに初詣」neutron(京都)
- 2005年 「日本画ジャック」京都府京都文化博物館(京都)
- 2006年 「砂の女と現代の美術」京都芸術センター(京都)
- 2006年 「混沌から躍り出る星たち 2006」ギャルリ・オーヴ(京都)、スパイラルガーデン(東京)
- 2006年 「ニッポン vs 美術」大阪市立近代美術館(仮称)・心斎橋展示室(大阪)
- 2007年 「VOCA展 2007」上野の森美術館(東京)
- 2007年 「日本画滅亡論」中京大学 C・スクエア(愛知)
- 2007年 「美術のボケ展」CASO(大阪)
- 2007年 「RANGA -現代蘭画-」フォーエバー現代美術館(秋田)
- 2008年 「『日本画』の精華 -江戸から現代まで」富山県水墨美術館(富山)
- 2009年 「子どもびじゅつかん 日本画探検 ~古い絵と新しい絵~」板橋区立美術館(東京)
- 2009年 「九州ゆかりの日本画家たち」熊本市現代美術館(熊本)
- 2010年 「生活工芸」金沢２１世紀美術館(石川)
- 2011年 「九州新幹線全線開業記念 ヒノクニ 瀧下和之・武田双雲・山本太郎 三人展」
- 2011年 新宿髙島屋(東京)、鶴屋百貨店(熊本)
- 2011年 「九州新幹線全線開業特別企画（井手ギャラリー）キャラクターズ-九州ゆかりの若手作家たち」熊本市現代美術館(熊本)
- 2011年 「ZIPANGU展－31人の気鋭作家が切り拓く現代日本のアートシーン。」
- 2011年 日本橋髙島屋(東京)、大阪髙島屋(大阪)、京都髙島屋(京都)
- 2011年 「SENDAI SOHO PROJECT 卸町 ART FESTA 2011」仙台・卸町（宮城）
- 2012年 「第五回東山魁夷記念 日経日本画大賞展」上野の森美術館（東京）
- 2012年 「Kamisaka Sekka: Dawn of modern Japanese design」ニュー・サウス・ウェールズ州立美術館（オーストラリア／シドニー）
- 2012年 「KAMIKOANI PROJECT AKITA」上小阿仁村 八木沢集落（秋田）
- 2012年 「ジパング展 -沸騰する日本の現代アート-」 新潟万代島美術館（新潟）
- 2012年 「ネオ・クラシック！カクノダテ」 角館 安藤醸造元本店蔵座敷（秋田）
- 2013年 「Re:fine　山本太郎×宮川真一　ニッポン画／陶 二人展」 阪急うめだ本店（大阪）
- 2013年 「ジパング展 −沸騰する日本の現代アート」高崎市美術館（群馬）、八戸市美術館（青森）、秋田県立近代美術館（秋田）
- 2013年 「The Audacious Eye -Japanese Art from the Clark Collections-」
- 2013年 ミネアポリス美術館（アメリカ）
- 2013年 「KAMIKOANI PROJECT AKITA 2013」 上小阿仁村 八木沢集落（秋田）
- 2013年 「ネオ・クラシック！カクノダテ 2013」　角館 安藤醸造元本社（秋田）
- 2014年 「KAMIKOANI PROJECT AKITA 2014」 上小阿仁村 八木沢集落（秋田）
- 2014年 「ネオ・クラシック！カクノダテ 2013」　角館 安藤醸造元本社（秋田）
- 2014年 「あきたの美術」　秋田県立美術館県民ギャラリー（秋田）
- 2015年 「アートフェア東京2015」琳派400年記念祭特別ブースに出品（東京）
- 2015年 「第六回東山魁夷記念 日経日本画大賞展」上野の森美術館（東京）
- 2015年 「KAMIKOANI PROJECT AKITA 2015」 上小阿仁村 小沢田集落（秋田）
- 2015年 「吉祥図展」　日本橋髙島屋（東京）／大阪髙島屋／横浜髙島屋／京都髙島屋
- 2015年 「琳派四百年　古今展—細見コレクションと京の現代美術作家」細見美術館（京都）
- 2015年 「琳派四百年記念特別企画展　京都画壇にみる琳派のエッセンスーユーモアとウィットー」
- 2015年 堂本印象美術館（京都）
- 2015年 「琳派からの道　神坂雪佳と山本太郎の仕事」　美術館「えき」KYOTO（京都）
- 2015年 「あきたの美術2015」秋田県立美術館
- 2015年 「風神レイ＆雷神カイロ・レン屏風・お披露目展示」　清水寺（京都）
- 2015年 「Artistic Christmas vol.IX」 新宿髙島屋（東京）
- 2015年 「スター・ウォーズの世界～フォース・フォー・ジャパン」日テレホール（東京）
- 2016年 「京都府新鋭選抜展　琳派FOREVER」　京都文化博物館別館にて特別展示
- 2016年 「ART of ULTRAMAN」　新宿髙島屋（東京）
- 2016年 「ひつじのショーン Shaun in SHIBUYA」　渋谷を中心としたチャリティー企画
- 2016年 「ULTRA×ANTEROOM exhibition 2016」　ANTEROOM（京都）
- 2016年 「異界をひらく ―百鬼夜行と現代アート ―」　　秋田県立美術館（秋田）
- 2016年 「現代日本画の挑戦」　中津万象園・丸亀美術館（香川）
- 2016年 「平成28年（2016年）熊本地震復興応援企画ヒノクニ　瀧下和之・武田双雲・山本太郎」　日本橋高島屋/新宿高島屋（東京）
- 2016年 「IMAYŌ今様: JAPAN’S NEW TRADITIONISTS」　ハワイ大学アートギャラリー/ホノルル美術館（ハワイ）
- 2016年 「ＮＩＨＯＮ画ー新たな地平を求めてー」　豊橋市美術博物館（愛知）
- 2016年 「TEDxKyoto」にてスピーカーとして登壇　京都外国語大学森田記念講堂（京都）
- 2017年 「今様　昔と今をつなぐ」　渋谷区立松濤美術館（東京）
- 2017年 「新宿高島屋美術画廊10周年記念〜そして広がる〜」
- 2018年「第七回東山魁夷記念日経日本画大賞展」上野の森美術館（東京）
- 2018年「EVs+cafe EVs MEETS 9CREATORS」　六本木ヒルズヒルズカフェ（東京）
- 2019年「ＵＴＳＵＳＨＩ　山本太郎×宮川真一 ２人展」銀座三越7階ギャラリー（東京）
- 2019年「日本の美 美術×デザイン 琳派、浮世絵版画から現代へ」富山県美術館（富山）
- 2020年「神宮の杜芸術祭 「紫幹翠葉（しかんすいよう）−百年の杜のアート」　明治神宮ミュージアム(東京)
- 2020年「リニューアル・オープン記念展Ⅰ ART in LIFE, LIFE and BEAUTY」　サントリー美術館(東京)
- 2022年千島土地株式会社設立110周年記念事業 千島土地コレクション「 TIDE - 潮流が形になるとき - 」kagoo（大阪）

## パブリックコレクション
- 京都芸術大学
- 日本ケンタッキー・フライド・チキン株式会社
- 第一生命保険株式会社
- 株式会社東北新社
- 石川県政しいのき迎賓館
- 熊本市現代美術館
- Art Gallery of New South Wales(オーストラリア)
- 国立ヴィクトリア美術館(オーストラリア)
- ミネアポリス美術館(アメリカ)
- 任天堂株式会社
- 島田美術館